# Anthodiscus montanus
Espèce
Statut de conservation UICN

 EN B1+2c : En danger
Anthodiscus montanus est une espèce de plantes à fleurs de la famille des Caryocaraceae.

## Publication originale
- Phytologia 1: 29. 1933.